# نيكلاس براندت
نيكلاس براندت (بالألمانية: Niklas Brandt)‏ (22 نوفمبر 1991 في ألمانيا - ) هو لاعب كرة قدم ألماني في مركز الوسط. لعب مع نادي ماغديبورغ ونادي هالشر وFüchse Berlin Reinickendorf ‏ وBerliner AK 07 ‏.

## وصلات خارجية
- نيكلاس براندت على موقع قاعدة بيانات كرة القدم.إي يو (الإنجليزية)
- نيكلاس براندت على موقع بيانات كرة القدم. دي إي (الألمانية)
- نيكلاس براندت على موقع Soccerway.com (الإنجليزية)
- نيكلاس براندت على موقع عالم كرة القدم.نت (الإنجليزية)